# Representación de España en el Parlamento Europeo en 1986

PSOE: 36
Coalición Popular: 17
CiU: 2
Grupo Centrista: 2
PNV: 2
EE: 1

Según los términos fijados en el artículo 10 del Acta de Adhesión de España a las Comunidades Europeas, a España le correspondían 60 eurodiputados. Del mismo modo se había acordado que las elecciones debían realizarse en un plazo de dos años desde la adhesión, por lo que los eurodiputados elegidos en las elecciones de 1987 ocuparían su cargo únicamente el tiempo restante de la legislatura 1984-1989 del Parlamento Europeo.
España, junto con Portugal, se había adherido a la Comunidad Europea el 1 de enero de 1986. Según el artículo 28 del Acta de adhesión, los 60 eurodiputados que debían representar provisionalmente a España debían ser elegidos de entre los parlamentarios (diputados y senadores) españoles de modo proporcional al número de parlamentarios de cada partido. Los parlamentarios citados correspondían a la II Legislatura, 1982-1986), por lo que habían sido elegidos en las elecciones generales de 1982.
La elección tuvo lugar el 10 de diciembre de 1985. El mandato de los elegidos duraría entre la entrada de España en la CEE (1 de enero de 1986) hasta las elecciones europeas del 10 de junio de 1987.
El número de elegidos fue el siguiente:
| Representación de España en el Parlamento Europeo, 1986 → |                                                  |                                   |
| Grupos parlamentarios                                     | Número de parlamentarios (diputados + senadores) | Número de parlamentarios europeos |
| Grupo Socialista (PSOE)                                   | 202 + 155                                        | 36a                               |
| Grupo Coalición Popular (AP, PDP, UM)                     | 104 + 66                                         | 17b                               |
| Minoría Catalana Catalunya al Senat (CiU)                 | 12 + 8                                           | 2c                                |
| Grupo Centristad                                          | 11 + 6                                           | 2                                 |
| Grupo Vasco (PNV)                                         | 8 + 9                                            | 2                                 |
| Grupo Mixto                                               | 11 + 8                                           | 1e                                |

aCinco del Partit dels Socialistes de Catalunya.

b12 de AP, 3 del PDP, 1 de UM y 1 independiente (perteneciente al 1 Grupo Centrista, pero elegido por el de Coalición Popular.

c1 de CDC y 1 de UCD.

dLa Unión de Centro Democrático se había disuelto pero aún existía un Grupo Centrista, incluso aunque muchos de sus miembros se habían afiliado a otros partidos.

eDe Euskadiko Ezkerra. El eurodiputado que le correspondía fue adjudicado mediante un sorteo entre los once diputados (no senadores) de dicho grupo.